# Cesare Casadei
Pour les articles homonymes, voir Casadei.
Cesare Casadei, né le 10 janvier 2003 à Ravenne en Italie, est un footballeur italien qui évolue au poste de milieu central au Torino FC.

## Biographie

### En club
Né à Ravenne en Italie, Cesare Casadei est notamment formé par l'AC Cesena avant de rejoindre librement le centre de formation de l'Inter Milan en 2018, en raison de la faillite du club de Cesena. Dès lors, il se révèle comme étant l'un des jeunes les plus prometteurs du club. Avec l'équipe U19 du club, il remporte le championnat de la Primavera lors de la saison 2021-2022, marquant notamment le but égalisateur lors du match décisif contre l'AS Roma (1-2 score final).
Le 19 août 2022, Cesare Casadei s'engage en faveur du Chelsea FC. Le jeune milieu de 19 ans signe un contrat courant jusqu'en juin 2028,. Il fait ses débuts avec l'équipe des moins de 21 ans du club contre Sutton United le 31 août 2022. Il est titularisé et se fait remarquer en se faisant expulser après avoir écopé d'un second carton jaune. Son équipe s'incline par un but à zéro,.
Le 30 janvier 2023, Cesare Casadei est prêté jusqu'à la fin de la saison au Reading FC, club évoluant alors en Championship.
Le 15 août 2023, Cesare Casadei est prêté à Leicester City, qui vient juste d'être relégué en deuxième division. Il s'agit d'un prêt d'une saison sans option d'achat. Finalement, il est rappelé de son prêt 6 mois plus tard par les Blues.
Le 2 février 2025, Casadei a signé en faveur du club de Serie A, le Torino.

### En sélection
Cesare Casadei commence sa carrière internationale avec l'équipe d'Italie des moins de 16 ans. Il joue dix matchs avec cette sélection entre 2018 et 2019, et marque deux buts.
Cesare Casadei représente l'équipe d'Italie des moins de 19 ans. Avec cette sélection il est retenu pour participer au championnat d'Europe des moins de 19 ans en 2022. Lors de ce tournoi il joue trois matchs, tous en tant que titulaire. Son équipe s'incline en demi-finale contre l'Angleterre (2-1 score final).
Il joue son premier match avec l'équipe d'Italie espoirs le 19 novembre 2022 contre l'Allemagne. Il entre en jeu et son équipe s'incline par quatre buts à deux.
En juin 2023, il participe à la Coupe du monde des moins de 20 ans avec l’équipe d’Italie des moins de 20 ans. Il est désigné meilleur joueur de la compétition ainsi que meilleur buteur du tournoi avec 7 réalisations.

## Palmarès

### En club
- Leicester City
  - Champion de deuxième division en 2024

### Individuel
- Ballon d'or des moins de 20 ans : 2023
- Soulier d'or des moins de 20 ans : 2023

## Vie privée
Cesare Casadei a un frère qui est également footballeur, Ettore Casadei.